# Гамма Мухи
Гамма Мухи (англ. γ Mus) — бело-голубая звезда в южном созвездии Мухи. Звезда доступна для наблюдения невооруженным глазом, видимая звёздная величина составляет 3,87. По данным о годичном параллаксе, равном   10,04 миллисекунд дуги, звезда находится на расстоянии 325 световых лет от Солнца.

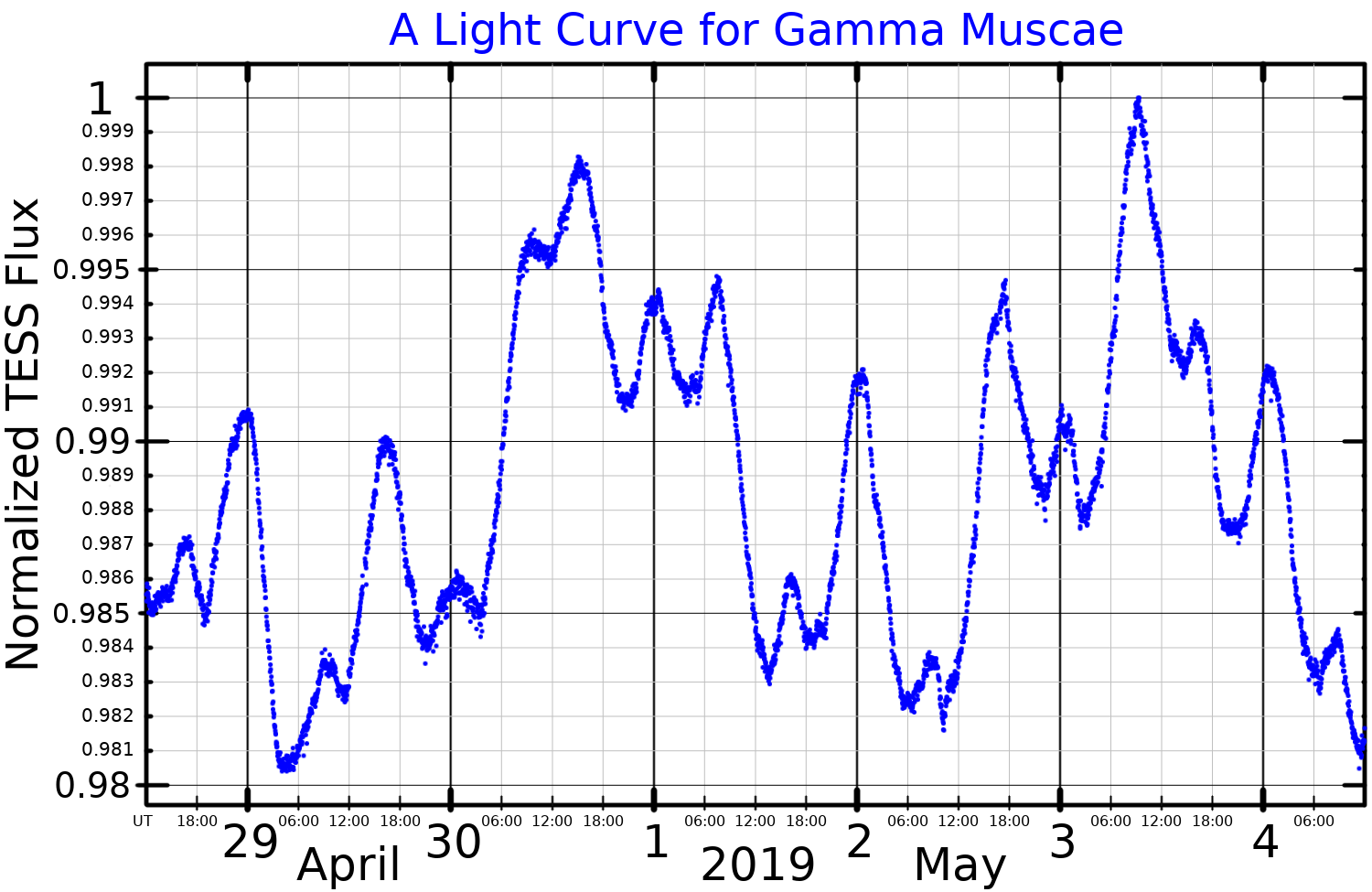
Кривая блеска Гаммы Мухи, построенная по данным TESS

Звезда принадлежит главной последовательности, относится к спектральному классу B5 V. Звезда переменная, видимая звёздная величина меняется от 3,84 до 3,86 с периодом 2,7 суток, это медленно пульсирующая звезда спектрального класса B. Масса звезды примерно в 5 раз больше солнечной. Проекция скорости вращения на экваторе составляет 205 км/с, вследствие чего звезда принимает форму сплюснутого сфероида, а превышение экваториального радиуса над полярным составляет 7%.
Гамма Мухи является представителем нижней подгруппы Центавра — Южного Креста в OB-ассоциации Скорпиона — Центавра, в ближайшей к Солнцу такой ассоциации движущихся в одном направлении массивных звёзд.